# Список рекордов высоты полёта
Список рекордов высоты полёта включает сведения о максимальных высотах полётов в атмосфере, достигнутых различными типами летательных аппаратов в ходе развития авиации.

## Летательные аппараты с неподвижным крылом
| Год  | Дата        | Высота   | Пилот(ы)                 | ЛА                                     | Двигатель                            | Примечания |
| ---- | ----------- | -------- | ------------------------ | -------------------------------------- | ------------------------------------ | --- |
| 1903 | 17 декабря  | 3 м      | Уилбур Райт, Орвилл Райт | Wright Flyer                           | винтовой                             | Неофициальное наблюдение и фотосъемка |
| 1906 | 23 октября  | 3 м      | Альберто Сантос-Дюмон    | 14-bis                                 | винтовой                             | Первый официально зарегистрированный полёт |
| 1906 | 12 ноября   | 4 м      | Альберто Сантос-Дюмон    | 14-bis                                 | винтовой                             | |
| 1908 | 18 декабря  | 110 м    | Уилбур Райт              | Биплан                                 | винтовой                             | Auovors |
| 1909 | июль        | 150 м    | Луи Полан                | Farman                                 | винтовой                             | Douai Air Show |
| 1909 |             | 920 м    | Луи Полан                | Farman                                 | винтовой                             | в Лионе |
| 1910 | 9 января    | 1269 м   | Луи Полан                | Farman                                 | винтовой                             | в Лос-Анджелесе |
| 1910 | 17 июня     | 1403 м   | Уолтер Брукинс           | Wright Flyer                           | винтовой                             | [ 2 ] |
| 1910 | 30 октября  | 2582 м   | Ральф Джонстон           | Wright Flyer                           | винтовой                             | на международном авиационном турнире в Элмонте, Нью-Йорк, США |
| 1915 | 5 января    | 3640 м   | Джозеф Карберри          | Curtiss Model E                        | винтовой                             | [ 4 ] |
| 1916 | 9 ноября    | 7950 м   | Гвидо Гвиди              | Caudron G.4                            | винтовой                             | аэродром Torino Mirafiori |
| 1920 | 27 февраля  | 10093 м  | Рудольф Шрёдер           | LUSAC-11                               | винтовой                             | [ 6 ] [ 7 ] |
| 1921 | 18 сентября | 10518 м  | Джон Макреди             | LUSAC-11                               | винтовой                             | [ 8 ] |
| 1923 | 5 сентября  | 10740 м  | Жозеф Сади-Лекуант       | Nieuport NiD.40R                       | винтовой                             | [ 9 ] |
| 1923 | 30 октября  | 11200 м  | Жозеф Сади-Лекуант       | Nieuport NiD.40R                       | винтовой                             | [ 9 ] |
| 1930 | 4 июня      | 13158 м  | Аполло Соучек            | Wright XF3W Apache                     | винтовой                             | [ 10 ] |
| 1932 | 16 сентября | 13404 м  | Сирил Ювинс              | Vickers Vespa                          | винтовой                             | [ 11 ] |
| 1933 | 28 сентября | 13661 м  | Гюстав Лемуан            | Potez 50                               | винтовой                             | [ 12 ] |
| 1934 | 11 апреля   | 14433 м  | Ренато Донати            | Caproni Ca.113                         | винтовой                             | [ 13 ] [ 14 ] |
| 1936 | 28 сентября | 15230 м  | Фрэнсис Суэйн            | Bristol Type 138                       | винтовой                             | [ 15 ] |
| 1938 | 30 июня     | 16440 м  | М. Дж. Адам              | Bristol Type 138                       | винтовой                             | [ 15 ] |
| 1938 | 22 октября  | 17083 м  | Марио Пецци              | Caproni Ca.161                         | винтовой                             | Действующий рекорд для пилотируемого биплана с ДВС |
| 1953 | 4 мая       | 19406 м  | Уолтер Гибб              | English Electric Canberra B.2          | турбореактивный двигатель            | 2 двигателя Роллс-Ройс Olympus |
| 1953 | 12 декабря  | 22600 м  | Чарльз Йегер             | Bell X-1                               | ракетный двигатель                   | жидкотопливный ракетный двигатель XLR-11 |
| 1955 | 29 августа  | 20079 м  | Уолтер Гибб              | English Electric Canberra B.2          | турбореактивный двигатель            | [ 19 ] |
| 1957 | 28 августа  | 21430 м  | Майк Рэндрап             | English Electric Canberra B.2          | турбореактивный / ракетный двигатель | оснащен ракетным двигателем Scorpion |
| 1958 | 18 апреля   | 23451 м  | Джордж Уоткинс           | Grumman F-11 Tiger                     | турбореактивный двигатель            | [ 20 ] |
| 1959 | 6 декабря   | 30040 м  | Лоуренс Флинт-мл.        | McDonnell Douglas F-4 Phantom II       | турбореактивный двигатель            | |
| 1959 | 14 декабря  | 31513 м  | Джо Б. Джордан           | F-104 Starfighter General Electric J79 | турбореактивный двигатель            | F-104 был первым самолётом, установившим одновременно мировые рекорды скорости и высоты полёта                                                                                                 |
| 1961 | 30 марта    | 51694 м  | Джозеф Уокер             | North American X-15                    | ракетный двигатель                   | |
| 1962 | 17 июля     | 95900 м  | Роберт Уайт              | North American X-15                    | ракетный двигатель                   | |
| 1963 | 19 июля     | 105900 м | Джозеф Уокер             | North American X-15                    | ракетный двигатель                   | |
| 1963 | 22 августа  | 107700 м | Джозеф Уокер             | North American X-15                    | ракетный двигатель                   | Последний абсолютный рекорд высоты, установленный крылатым аппаратом. Далее пилотируемые рекорды высоты будут устанавливать космические корабли (первый Восток-1, последний сегодня Аполлон-13 |
| 1973 | 25 июля     | 33140 м  | Александр Федотов        | МиГ-25                                 | турбореактивный двигатель            | Е-266 по классификации ФАИ |
| 1977 | 21 августа  | 37650 м  | Александр Федотов        | МиГ-25                                 | турбореактивный двигатель            | Е-266 по классификации ФАИ. Абсолютный рекорд высоты для самолётов с реактивными двигателями.                                                                                                  |
| 1995 | 4 августа   | 18561 м  |                          | Grob Strato 2C                         | винтовой                             | Действующий рекорд для пилотируемого моноплана с ДВС |
| 2001 | 14 августа  | 29524 м  | Беспилотный              | NASA Helios HP01                       | винтовой                             | ЛА с питанием от солнечных батарей, актуальный рекорд для самолётов, не оснащённых реактивными двигателями                                                                                     |
| 2004 | 4 октября   | 112000 м | Брайан Бинни             | SpaceShipOne                           | ракетный двигатель                   | |

## Винтокрылые летательные аппараты
21 июня 1972 г. французский пилот Жан Буле поднял вертолёт Aérospatiale SA.315B Lama на высоту в 12442 метра. Ввиду экстремальных условий произошло воспламенение мотора, однако пилоту удалось успешно посадить летательный аппарат, установив при этом ещё одно достижение — наиболее продолжительный полёт в режиме авторотации.

## Аэростаты
| Год  | Дата        | Высота   | Пилот(ы)                                       | ЛА                                       | Примечания |
| ---- | ----------- | -------- | ---------------------------------------------- | ---------------------------------------- | --- |
| 1783 | август      | 24 м     | Жан-Франсуа Пилатр де Розье                    | тепловой шар                             | |
| 1783 | 1 декабря   | 2700 м   | Жак Шарль, Мари-Ноэль Робер                    | газовый шар (водород)                    | |
| 1784 |             | 4000 м   | Жан-Франсуа Пилатр де Розье, Джозеф Пруст      | тепловой шар                             | |
| 1803 | 18 июля     | 7280 м   | Этьен Гаспар Робертсон                         | шар                                      | |
| 1839 |             | 7900 м   | Чарльз Грин, Спенсер Раш                       | свободный шар                            | |
| 1862 | 5 сентября  | 11 887 м | Генри Коксвелл, Джеймс Глэйшер                 | газовый шар (светильный газ)             | Дж. Глэйшер потерял сознание при подъёме из-за падения атмосферного давления и снижения температуры воздуха                                                                                  |
| 1927 | 4 ноября    | 13 222 м | Хоуторн Грей                                   | газовый шар (гелий)                      | Грей погиб в результате истощения запасов кислорода |
| 1931 | 27 мая      | 15 787 м | Огюст Пиккар, Пауль Кипфер                     | газовый стратостат (водород)             | |
| 1932 | 4 ноября    | 16 200 м | Огюст Пиккар, Макс Козинс                      | газовый стратостат (водород)             | |
| 1933 | 30 сентября | 18 501 м | К. Д. Годунов, Э. К. Бирнбаум, Г. А. Прокофьев | газовый стратостат «СССР-1»              | |
| 1933 | 20 ноября   | 18 592 м | Томас Сеттл, Честер Фордни                     | газовый стратостат «Century of Progress» | |
| 1934 | 30 января   | 21 946 м | П. Ф. Федосеенко, А. Б. Васенко, И. Д. Усыскин | газовый стратостат «Осоавиахим-1»        | первый зимний полёт; окончился катастрофой |
| 1935 | 10 ноября   | 22 066 м | О. Андерсон, А. Стивенс                        | газовый стратостат «Explorer II»         | |
| 1956 | 8 ноября    | 23 165 м | Малкольм Росс, М. Льюис                        | газовый стратостат «Strato-Lab I»        | |
| 1957 | 2 июня      | 29 499 м | Джозеф Киттингер                               | газовый стратостат «Manhigh I»           | |
| 1957 | 19 ноября   | 30 942 м | Дэвид Саймонс                                  | газовый стратостат «Manhigh II»          | |
| 1960 | 16 августа  | 31 300 м | Джозеф Киттингер                               | газовый стратостат «Excelsior III»       | были также установлены мировые рекорды высоты прыжка с парашютом, продолжительности свободного падения и скорости, достигаемой человеком без использования механических средств передвижения |
| 1961 | 4 мая       | 34 668 м | Малкольм Росс, Виктор Прэйтер-мл.              | газовый стратостат «Strato-Lab V»        | Прэйтер погиб в ходе спасательной операции после приземления |
| 1966 |             | 37 643 м | Николас Пиантанида                             | газовый стратостат «Strato Jump II»      | рекорд не признан ФАИ |
| 2012 | 14 октября  | 39 068 м | Феликс Баумгартнер                             | газовый стратостат «Red Bull Stratos»    | рекорд не признан ФАИ |
| 2014 | 24 октября  | 41 424 м | Алан Юстас                                     | газовый стратостат (гелий)               | |

### Беспилотные аэростаты (аэрозонды)
| Год  | Дата        | Высота   | Конструктор или владелец                                             | ЛА     | Примечания |
| ---- | ----------- | -------- | -------------------------------------------------------------------- | ------ | ---------- |
| 1893 |             | 15 240 м | Жюль Ришар                                                           |        |            |
| 1972 |             | 51 820 м | Чико, Калифорния, США                                                |        |            |
| 2002 | 23 мая      | 53,0 км  | Институт космоса и астронавтики, Япония                              | BU60-1 |            |
| 2013 | 20 сентября | 53,7 км  | Японское агентство аэрокосмических исследований, Япония, Тихий океан |        |            |

## Безмоторные летательные аппараты
- В 2006 году Стив Фоссетт и Эйнар Эневольдсон на планёре Glaser-Dirks DG-500 установили рекорд высоты полёта для соответствующего класса летательных аппаратов, равный 15445 метрам.
- 3 сентября 2017 года Джим Пейн (пилот) и Морган Сандеркок (второй пилот) на планере Перлан 2 достигли высоты 15902 м.[30][31]
- 26 августа 2018 года Джим Пейн и Морган Сандерсок на том же планере взлетели на 19232 м.[32]
- 28 августа 2018 года Джим Пейн и Мигель Итурменди достигли высоты 19995 м.[32]
- 2 сентября 2018 года Джим Пейн и Тим Гарднер поднялись на 23203 м.[32]